# Chanson traditionnelle française
Le répertoire de la chanson traditionnelle en français, bien que peu apparent dans les médias, est de plus en plus interprété par nombre d'artistes chanteurs professionnels et amateurs, et cela bien au-delà des simples chansons enfantines apprises dans les périodes scolaires.
Aujourd'hui, les passeurs de répertoires travaillent dans la discrétion mais en profondeur. De nombreuses créations internationales empruntent à ce répertoire immense et à disposition.
Les Centres des musiques traditionnelles en France éditent et publient un fond en mouvement, des sources écrites du XIXe siècle jusqu'aux collectes récentes.

## Quelques caractéristiques de ce répertoire

### Monodie
Le répertoire de tradition orale, en français, est attesté surtout à une voix (soliste ou groupe chantant à l’unisson en réponse à un meneur, par exemple). C'est un répertoire profondément monodique, tout est imbriqué : la mélodie, la narration, la fonction, le tempérament, la pose de voix, l’ornementation, les micro-variantes.

### Timbre de la voix
La conduite vocale entendue sur les documents sonores montre que la pose de voix se construit pour cette forme monodique, c’est-à-dire se place de manière à sélectionner les sons harmoniques, et ce, quelles que soient les régions, voire les pays.
D’où une impression de « nasalisation », y compris dans les traditions francophones et l’intérêt pour une compression des sons aigus de la voix (à l’inverse de ce qui est pratiqué dans la technique classique par exemple).
Cette pose de voix, juste derrière la mâchoire supérieure, les os du nez, le front, permet une très grande vélocité des ornements et micro-variantes.
Néanmoins, on peut entendre aussi des chanteurs qui ornementent peu, mais dont la voix est très riche en sons harmoniques. Le son de la voix semble être « plaqué » dans les os du visage (même s’il y a aussi beaucoup d’exceptions).
Gardons à l’oreille, les collectages en Ardèche de Sylvette Béraud Williams (K7 Chants de la soie, CMTRA), les collectages en Berry de Roger Péaron, les chants du Québec...
On peut notamment entendre les sons harmoniques sur les finales mais aussi sur les passages en notes longues à l’intérieur de la monodie. C’est d’ailleurs la même chose pour le répertoire grégorien, sauf pour la « rondeur » de la voix.

### Narration et fonction
Le texte est important, on le met en valeur au détriment de la « mesure », on n’hésite pas à ajouter des temps supplémentaires si la narration le demande.
L’expression des textes est directe, comme celle de la voix parlée, quelle que soit l’interprétation (en distance ou non), certains mots deviennent de simples supports « de passage » à l’image qui suit (comme on le dirait « d’une note de passage »).
Chanter, c’est surtout raconter ou faire vivre une fonction, un rituel (danser pour battre le sol d’une nouvelle maison, bercer, marcher, travailler.)
La pensée musicale est horizontale, très différente de celle dont nous avons l’habitude aujourd’hui : la verticalité des sons se vit comme une superposition de monodies, ou de lignes narratives. Et non pas comme la réalisation pensée d’accords.
Chacun tente de se signer dans le son global, c’est ce qui est intéressant.
La respiration est continue, les interruptions sont fonctionnelles. Elle sert aussi d’accent, on interrompt le mot, c’est aussi pour marquer l’importance du texte.
Dans la culture savante, les embellissements sont écrits.
Dans la culture de tradition orale, ils sont la signature vocale du chanteur.
Le seul lieu d’improvisation, ce sont des minuscules fragments, des « micros-variantes » propres ou non à chaque chanteur

« La chanson traditionnelle francophone est aussi une forme de poésie. Et comme toute poésie, elle porte l’empreinte du milieu et de la période où elle a été élaborée. Cette empreinte se manifeste dans les formules, les tournures et le vocabulaire. Aurait-on l’idée de reprocher à François Villon d’écrire dans la langue d’un étudiant parisien du XVe siècle ? Au-delà de la forme, la thématique est éternelle, les émois et les tourments demeurent identiques. Et puis, il y a la musique. Connaît-on, dans la chanson française, de plus parfaite adéquation entre langue et mélodie que celle que nous propose la chanson traditionnelle ? »

— Jean-François Dutertre

## Quelques chansons traditionnelles
- À la claire fontaine
- Ah ! vous dirai-je, maman
- Au clair de la lune
- Aux marches du palais
- Bonjour ma cousine
- Cadet Rousselle
- C'est la mère Michel
- Dans la forêt lointaine
- Dans les prisons de Nantes
- Fanchon (chanson)
- Fais dodo, Colas mon p'tit frère
- Fleur d'Épine
- Frère Jacques
- Gentil coquelicot
- Le Guignolot de Saint Lazot
- Il était une bergère
- J'ai du bon tabac
- Jean de la Lune
- Joyeux enfants de la Bourgogne
- La boulangère a des écus
- La reine est morte (canon)
- La rose au boué
- La laine des moutons
- Le Bon Roi Dagobert
- Le Carillon de Vendôme (canon)
- Le Cheval de Thomas (canon)
- Le Conscrit de 1810
- Le coq est mort (canon)
- Le roi a fait battre tambour
- Le Roi Renaud
- Le Temps des cerises
- Les fers de Lise (canon)
- Les Feuilles d'automne
- Les Filles de La Rochelle
- Maman les p'tits bateaux
- Maudit sois-tu carillonneur
- Promenons-nous dans les bois
- Quand trois poules vont au champ
- Savez-vous planter les choux
- Sur le pont d'Avignon
- Sur l'pont de Nantes
- Trois jeunes tambours
- Une souris verte
- V'là l'bon vent
- Vive la rose

- Bon voyage Monsieur Dumollet

## Musiciens
Plusieurs chanteurs et groupes de musique continuent d'interpréter ces chansons. Les plus notables sont :
- En français :
  - Jacques Douai, Évelyne Girardon, Mélusine, Malicorne, La Bamboche, Tri Yann, Maluzerne, Le Gesppe ... Dans les années 1980, la chanteuse et animatrice Dorothée en a enregistré une centaine, parfois accompagnée des animateurs qui animaient l'émission Récré A2 avec elle, appelés les Récréamis sur les disques, parmi lesquels Zabou Breitman, Ariane Carletti, Jacky (Animateur), pour la rubrique Discopuce de l'émission Récré A2. La plupart des chansons furent ensuite regroupées sur des 45 tours livre-disques, des albums et les clips sur des cassettes vidéos d'une collection intitulée Le jardin des chansons publiée par AB Productions, qui a obtenu un grand succès.

- En breton :
  - Les sœurs Goadec, Alan Stivell, Les Frères Morvan, Yann-Fañch Kemener...

- En occitan :
  - La Talvera, Rosina de Pèira, Nadau, Lou Dalfin, Corou de Berra, La Mal Coiffée, Guillaume Lopez, Joan Francés Tisnèr, Vox Bigerri, Lo Còr de la Plana, Le Gesppe...